# ¡ELLAS!
¡ELLAS! (THEM!) es una pandilla ficticia de hippies que aterrorizaba las calles de Nueva York y se enfrentaron a la Mujer Maravilla. Sus miembros principales consistían en Top Hat, Moose Momma y Pinto. Aparecieron por primera vez en Wonder Woman (vol. 1) N.º 185 (noviembre de 1969) y fueron creadas por Mike Sekowsky y Dick Giordano.

## Historia
Diana Prince regresaba a su boutique una noche y descubre a una joven rubia, llamada Cathy Perkins, quien grita "¡Oh, Dios mío! ¡Pensé que eran ELLAS!"
Las tres hippies encuentran a Cathy escondida en la tienda de Diana, y Top Hat (el líder) tira un collar de perro al suelo y le ordena a Perkins que se lo ponga. Diana les señala a las hippies que se vayan y le pregunta a Cathy sobre lo sucedido.
Mientras Cathy se baña, le explica a Diana que sus padres no la entendían y que empezaba a sentirse reprimida en su casa. Entonces, decide escaparse hacia la ciudad para encontrar libertad y espacio para pensar por sí misma. Diana le pregunta si ha encontrado lo que busca y la joven responde moviendo la cabeza, diciéndole que lo único que encontró fue a ¡ELLAS!
Cathy había llegado a la ciudad y había comenzado a buscar un lugar para vivir. Luego, conoce a las tres hippies, quienes le ofrecen un cuarto en su departamento. Las cosas iban bien por unos días, pero luego su ropa y su dinero comenzaron a desaparecer. La pandilla le dijo que todavía podía vivir con ellas pero, unos días después, cambiaron de opinión y le dijeron a Cathy que tendría que trabajar para seguir teniendo el cuarto en el que vivía. Entonces, la hicieron trabajar de muchas formas (cocinar, limpiar, lavar la ropa, etc.). Además, Top Hat le ponía un collar de perro y la lastimaba (las cicatrices en su espalda Diana las notó cuando Cathy se vestía). Top Hat le decía a Perkins que un perro lastimado conoce su lugar y se vuelve un buen perro.
La pandilla nunca dejaba a Cathy sola. Pero un día cuando estuvo sola junto con Moose Momma, la hippie toma unas pastillas que la dejan dormida. Sabiendo la oportunidad que tenía, Cathy se quita el collar y escapa. Corre durante un rato hasta que, finalmente, encuentra una ventana abierta en la parte trasera de la boutique de Diana.
La pandilla siguió reclamando continumente a Cathy y, también, vandalizaron la tienda de Diana. Aunque Diana no los intimidara, sí se vieron intimidados por Tony Petrucci, un vecino de la zona.
Una noche, mientras Diana contactaba al Departamento de Personas Perdidas (esperando poder reunir a Cathy con sus padres), ¡ELLAS! incendiaron la tienda de Diana pero ella y Cahy salieron ilesas. Esa misma noche, luego de lo sucedido, estuvieron con Tony y la madre de éste. En la mañana, Diana descubre que Cathy (que se sentía culpable por el incendio) había vuelto con la pandilla. Diana se prepara para enfrentar a la banda pero aun así es atrapada. Top Hat le exige que se coloque el collar y, al mismo tiempo, Tony Petrucci y varios hombres atacan a la banda. Aunque Top Hat está rodeada, Diana dice que Top Hat es suya y la ataca y golpea su cabeza contra una pared. Diamantes y joyas salen del sombrero roto. Pronto, la pandilla es arrestada.
Finalmente, Cathy se reúne con sus padres y se convierte en la asistente de Diana. Luego de ser arrestada, la pandilla no aparece otra vez.
- Datos: Q5391318